# Заміна конструктора фабричним методом
Замі́на констру́ктора фабри́чним ме́тодом (англ. Replace Constructor with Factory Method) - прийом рефакторингу, що дозволяє замінити конструктор методом, який повертає екземпляр класу.

## Проблема
Є складний конструктор (C#), що виконує не тільки просту установку значень полів об'єкту.
```
public
 
class
 
Employee
 

{

  
public
 
Employee
(
int
 
type
)
 

  
{

    
this
.
type
 
=
 
type
;

  
}

  
//...

}

```

## Рішення
Створити фабричний метод і замінити ним виклики конструктора.
```
public
 
class
 
Employee

{

  
public
 
static
 
Employee
 
Create
(
int
 
type
)

  
{

    
employee
 
=
 
new
 
Employee
(
type
);

    
// do some heavy lifting.

    
return
 
employee
;

  
}

  
//...

}

```

## Причини рефакторингу
Найбільш розповсюджена причина застосування цього рефакторингу пов'язана з заміною кодування типу підкласами: коли є незмінний код певного типу, який впливає на поведінку класу, і тоді він заміняється підкласами.
Є код, в якому раніше створювався об'єкт, куди передавалося значення певного типу. Після застосування рефакторингу з'являється ще декілька підкласів, в яких треба створювати об'єкти залежно від значення певного типу. Так як конструктор базового класу не може повертати об'єкти підкласів, то використовується фабричний метод, який буде повертати об'єкти потрібних класів, після чого він замінює собою усі виклики конструктора базового класу.
Фабричні методи можна використати і в інших ситуаціях, коли можливостей конструкторів виявляється недостатньо. Вони важливі при заміні значення посиланням.

## Переваги
1. Фабричний метод не обов'язково повертає об'єкт того класу, в якому він був викликаний. Часто це можуть бути його підкласи, вибрані залежно від аргументів, що подаються в метод.
2. Фабричний метод може мати вдаліше ім'я, яке описує, що і яким чином він повертає.
3. Фабричний метод може повернути вже створений об'єкт на відміну від конструктора, який завжди створює новий екземпляр.

## Порядок рефакторингу
1. Створити фабричний метод. Помістіти його в тіло виклику поточного конструктора.
2. Замінити усі виклики конструктора викликами фабричного методу.
3. Оголосити конструктор приватним.
4. Обстежити код конструктора і спробувати винести в фабричний метод той код, який не відноситься до безпосереднього конструювання об'єкту поточного класу.

## Допомагає іншим рефакторингам
- Заміна значення посиланням
- Заміна кодування типу підкласами

## Реалізує паттерн проектування
- Фабричний метод

## Реалізація наJava
До заміни
```
class
 
Employee
 
{

  
Employee
(
int
 
type
)
 
{

    
this
.
type
 
=
 
type
;

  
}

  
//...

}

}

```

Після заміни
```
class
 
Employee
 
{

  
static
 
Employee
 
create
(
int
 
type
)
 
{

    
employee
 
=
 
new
 
Employee
(
type
);

    
// do some heavy lifting.

    
return
 
employee
;

  
}

  
//...

}

```

## Реалізація наPHP
До заміни
```
class
 
Employee
 
{

  
...

  
function
 
__construct
(
$type
)
 
{

   
$this
->
type
 
=
 
$type
;

  
}

  
...

}

```

Після заміни
```
class
 
Employee
 
{

  
...

  
static
 
function
 
create
(
$type
)
 
{

    
$employee
 
=
 
new
 
Employee
(
$type
);

    
// do some heavy lifting.

    
return
 
$employee
;

  
}

  
...

}

```